# Easy Listening (AVRO)
Easy Listening was een Nederlands radioprogramma op Radio 2 en Hilversum 3 van de AVRO. Het werd aan het begin van de nacht op de radio uitgezonden, waar rustige muziek en de rustige presentatietoon goed tot hun recht kwamen. Presentatrice hiervan was tot 1994 de inmiddels overleden Tosca Hoogduin. Later werd dit programma gepresenteerd door de ex-nieuwslezeres Audrey van der Jagt. Toen het programma eind jaren negentig moest stoppen, heeft de AVRO in 2001 een Easy Listening webkanaal gestart met non-stop easy listening, lounge, bossanova, jazz, en kwaliteitspopmuziek. Door bezuinigingen bij de Publieke Omroep en het samengaan van de omroepen AVRO en TROS, is dit webkanaal weer opgeheven.
Omroep MAX heeft de titel Easy Listening gebruikt voor een programma dat ze van 2005 tot 2010 op Radio 2 uitzonden. De in oktober 2011 eveneens overleden Meta de Vries was tot in 2010 de presentatrice van dit programma. Deze variant had aandacht voor vergeten artiesten en platen van bijna alle genres. De muziek die wordt gedraaid is dikwijls niet van het afgelopen decennium, maar dateert van ver daarvoor. Bij de verjonging van Radio 2 verdwijnt Omroep MAX van de zender en ook Easy Listening als radioprogramma.
Het openingsnummer van Easy Listening was Tsumagoi van de Japanse saxofonist Sadao Watanabe, van het live-album How's Everything - Live at Budokan uit 1980.